# Anne Ley
Anne Ley (ur. ok. 1599, zm. 1641) – angielska poetka.

## Życiorys
Anna Ley urodziła się jako Anne Norman, córka londyńskiego handlarza skórą Thomasa Normana i jego żony Anne. W 1621 lub 1622 wyszła za mąż za duchownego Rogera Leya, autora drukowanych kazań. Małżonkowie założyli szkołę parafialną, gdzie Anne Ley uczyła greki i łaciny. Najprawdopodobniej nie mieli dzieci. Testament Ann nie wspomina o żadnych potomkach, a późniejszy testament jej męża jako spadkobierców wymienia Timothy'ego Leya, krewnego Rogera, i Isaac Saunderson, jego przyjaciela. Anna i Roger Leyowie byli religijnymi konserwatystami i rojalistami. Przez dłuższy czas poetka przebywała na wsi, w Northchurch w hrabstwie Hertfordshire, prawdopodobnie, aby trzymać się z dala od panującej wtedy zarazy. Zmarła w 1641 roku i została pochowana w rodzinnym grobie w będącym parafią męża Shoreditch. Roger Ley zmarł po 1664, kiedy opublikował dzieło Gesta Britannica, historią kościoła w Anglii w języku łacińskim.

## Twórczość
Twórczość Anne Ley stanowi świadectwo jej zaangażowania w sprawy lokalnej wspólnoty religijnej. Obejmuje wiersze i bogatą korespondencję.